# 井伊谷三人衆
井伊谷三人衆（いいのやさんにんしゅう）は、永禄11年（1568年）末に徳川家康が遠州攻めを行った際に徳川家に従い、その先導を務めた井伊谷の有力者、近藤康用・菅沼忠久・鈴木重時の3人を指す語。あるいは、その3人の家（宇利近藤家・都田菅沼家・山吉田鈴木家）の総称である。

## 解説

### 「三人衆」各家
「井伊谷三人衆」の家は、いずれももともと東三河を拠点としていた。
宇利近藤家
『寛政重修諸家譜』（以後『寛政譜』）によれば、近藤満用は松平清康に仕えて三河国宇利城（現在の愛知県新城市中宇利）攻めに参加し、以後宇利城を本拠としたとある。近藤満用の孫が近藤康用（石見守）である。
ただし、『三州過現名帳』（高野山平等院所蔵）を分析した丸島和洋によれば、近藤家の本姓は『寛政譜』が伝える藤原氏ではなく、建部氏であること、その建部氏の宇利支配は室町期まで遡ることが可能である一方で室町後期から戦国期にかけて支配の中断をうかがわせる空白があることから、他氏によって宇利城を長期間にわたって奪われていた時期があったとしている（『三河物語』において松平清康に攻略される宇利城主として熊谷氏が登場しており、同氏が建部氏＝近藤家と争っていた可能性がある）。
山吉田鈴木家
三河鈴木氏の一族（足助の鈴木氏と同族という）。享禄4年（1531年）、鈴木重勝が三河国吉田郷に土着して吉田鈴木家の初代となり、今川氏傘下の井伊氏に従ったとされる。重勝は白倉城（新城市上吉田）、ついで柿本城（新城市下吉田）を築いて居城とした。鈴木重勝の娘は井伊氏一族の井伊直満に嫁ぎ、井伊直親を生んでいる。重勝の子が鈴木重時（三郎大夫）である。鈴木重勝の娘は井伊氏一族の井伊直満に嫁ぎ、井伊直親を生んでいる。また重時は奥山氏の娘を妻としており、井伊直親・中野直之・小野朝直とは相婿の関係にあった。
都田菅沼家
菅沼氏の一族で、長篠菅沼家の支流にあたる。『寛政譜』によれば、菅沼元景ははじめ長篠菅沼家に仕えていたが、のちに井伊直親の家臣になったとされ、元景の子が菅沼忠久（次郎右衛門）である。ただし『寛永系図』では「次郎右衛門某」を野田菅沼家の菅沼定村の弟（定盈のおじ）として掲出している。また忠久が野田菅沼家（実父は菅沼定俊あるいは菅沼定則）から元景の養子に入ったという系譜も伝えられている。

### 徳川家康による進攻以前の井伊谷
浜名湖の北岸にあたる井伊谷一帯には、中世に井伊氏が根を下ろし、領主として成長した。戦国期に井伊氏は駿河今川氏に従属する国衆となるが、永禄3年（1560年）に井伊直盛が桶狭間の戦いで戦死し、井伊氏は零落することとなる。
近世井伊家の主張する系図類では、直盛の養子となっていた直親（井伊直政の父）が当主となったとするが、戦国期の井伊家の歴代当主については、近世井伊家の主張する系図と同時代史料との間に乖離があることが指摘されている。黒田基樹は、直親が当主でないことは確実とみられるとし、井伊家は一時当主不在の状況になったとする。その後井伊家当主として登場する井伊直虎は、近世に作成された文献に女性と記されていることが知られるが、これを否定する見解もある。
戦国時代の領域権力は、当主と親類衆・被官衆が構成する「家」という形式をとっており、理念的にはその総意が「家」の意思となった。直虎の当主としての立場は不安定であり、存在の大きな親類衆などの統制には苦慮したと見られる。さらに、国衆家の場合には上位権力として大名が存在し、国衆家の存立に尽力しつつ、「指南」（取次）を通じて軍事指揮を執るなどした。
野田浩子は『譜牒余録』を典拠とし、家康進出以前の井伊谷領で政務をとっていた井伊家一門・重臣・与力の7人を「井伊谷七人衆」として紹介している。七人衆は、井伊家「家老」の小野氏（小野道好）、井伊家一門の中野氏（中野直由・直之）、周辺国衆の松下氏および松井氏、および「三人衆」の菅沼忠久・近藤康用・鈴木重時である。軍事・政治の上で井伊家を中核とする「井伊衆」が編成されており、本来東三河の勢力であった「三人衆」は井伊衆配下の与力としての立場で井伊谷領に関わったとする。
一方、黒田基樹は3人を「三河国の中小国衆」とし、家康の遠州進攻後に井伊谷を占領・支配したことをもって「井伊谷三人衆」と称されたとしている。

### 家康の遠州進攻とその後
『寛政譜』によれば、永禄11年（1568年）、三河を平定した徳川家康は、野田菅沼家の菅沼定盈を使って遠江国の今川方勢力の調略にあたらせた。定盈は、同族である都田の菅沼忠久、瀬戸の鈴木重時、井伊谷の近藤康用と語らって徳川方に引き入れた。同年12月12日、家康は三人にあて、遠江国井伊谷・高園・高梨・気賀などで知行地を宛行う証文に誓紙を添えて送り、また菅沼定盈からは吉田郷の一部を譲る証文が与えられた。家康が遠江への進攻を開始すると、井伊谷三人衆は家康に従ってその先導を務め（近藤康用は宇利城に在城して敵に備え、子の近藤秀用を派遣して偵察と道案内を務めさせた）、井伊谷城や刑部城を陥落させた。続く堀江城攻撃の中で鈴木重時は討死した。鈴木家の家督は子の鈴木重好が継ぐが、幼少のために重時の弟・鈴木重俊が鈴木家を率いた。
三人衆にはその恩賞として井伊谷周辺に所領が宛行われ、与力・同心を率いて井伊谷城の城番を輪番で務めることとなった。
『寛政譜』の近藤家の譜によれば、家康の遠江国平定後に鈴木重時・近藤康用・菅沼忠久が「武田の押さえ」として山吉田（現在の愛知県新城市下吉田）に配置されたことをもって「井伊谷の三人衆」と呼んだとある。
近藤康用は各地の戦いで先鋒を務めて多くの創を被り、ついには歩行が困難になったために引退した。秀用もまた姉川の戦い・三方ヶ原の戦い・長篠の戦い・高天神城の戦いなどに従軍した。
鈴木重俊は元亀3年（1572年）、井伊谷北方の仏坂における武田方との戦い（仏坂の戦い）で討死した。鈴木重好は三方ヶ原の戦い・長篠の戦いに従軍した。

### 井伊直政と「三人衆」の関係

#### 井伊家に附属される
井伊直親の遺児であった井伊直政は、天正3年（1575年）に徳川家康に出仕した。こののち天正10年（1582年）頃までの直政と井伊谷三人衆の関係は明確ではない。
『寛永諸家系図伝』では、天正3年（1575年）時点で直政に旧領井伊谷が与えられるとともに三人衆が直政に附属されたとあり、のちに彦根藩井伊家が編纂した由緒帳『侍中由緒帳』でも天正3年（1575年）に三人衆が直政の与力になったとある。一方、井伊谷の所領に関する史料からは、三人衆は知行地を従来通り保持しており、直政の領地は三人衆とかからない形で設定されたと見なされる。天正10年（1582年）、井伊直政は4万石を領するに至り、武田旧臣をはじめ多くの武士を附属された。『寛政譜』によれば、秀用を含む「井伊谷三人衆」が井伊直政に与力として附属されたのは天正12年（1584年）とある。
井伊直政と直政附属の同心衆の関係は、同じ主君（徳川家康）に仕える「上司と部下」であり、指揮系統の上下はあっても主従関係はない。近藤秀用は井伊直政の「家老」的存在ではあったが、井伊谷の在地領主であり、単独で相当の軍役を担うことのできる独立性の強い存在であった。
『寛政譜』が井伊家附属の年とする天正12年（1584年）以降、近藤秀用は長久手の戦いや第一次上田合戦・小田原合戦・九戸政実攻めを戦って武功を重ねた。
菅沼忠久は天正10年（1582年）（一説に文禄4年（1595年））に死去。子の菅沼忠道が井伊直政麾下で長久手の戦い・小田原合戦を戦った。

#### 井伊家から離れる
小田原合戦後、井伊直政は上野箕輪城（箕輪藩）に配置され、徳川家中最大の12万石の領主となった。この頃より、井伊直政と直政附属の同心衆の関係は「上司と部下」から、主従関係へと変化を見せるようになる。井伊家附属の同心衆を井伊家家臣団として再編することは、家康の意向によるものと見られる。
近藤秀用は、徳川家直属（御麾下の士）となることを願い出て井伊直政のもとを去り、別家を立てて家康に仕えていた長男の近藤季用のもとに寓居した。井伊直政の家臣となることを肯じなかったと推測される。家康に無許可で行われた秀用の退去は、家康の勘気を蒙った。秀用は井伊直政の死後に許されてのちには大名となり（青柳藩参照）、元和5年（1619年）には旧領井伊谷に移された。秀用の死後、所領は近藤氏一族によって再編され、井伊谷は幕末まで近藤氏一族の5家が知行地とした（井伊谷藩参照）。
鈴木重好は関ヶ原の戦いで井伊勢の先手を務め、鈴木隊は多くの首級を挙げた。戦後は土佐国の長宗我部盛親の所領没収の任務に従事し、浦戸城の接収に成功している。慶長7年（1602年）時点で重好は5500石取りとなり、井伊家中最大の石高を有することになった。井伊直政の死後、他の家臣が重好の不正を幕府に訴えるなど家中騒動が発生したために、重好は子の重辰に家督を譲って隠居するかたちで井伊家から離れた。その後、元和4年（1618年）に至り、徳川秀忠の命によって水戸藩主徳川頼房に付家老として配属された。重辰の子・重政は祖父の家を継ぎ、以後水戸藩重臣として続いた。
菅沼忠道は井伊直政の麾下として関ヶ原の戦いに従ったが、慶長8年（1603年）に38歳で死去。『寛政譜』によれば、忠道の子である勝利は幼少を理由に井伊直政に暇を請うて井伊家を去り、江戸に赴いて旗本となった（最終的に200石）。彦根藩の「侍中由緒帳」によれば忠道には男子がなく、外孫（勝利）が旗本に取り立てられたとある。忠久の甥・菅沼定重（『寛政譜』によれば菅沼重吉）も井伊直政に小姓として仕えたが、関ヶ原合戦後の恩賞に不満があったとされ、井伊家を去って伊勢長島藩主・菅沼定芳（菅沼定盈の子）に仕えた。
こうして、「井伊谷三人衆」の直系はいずれも近世大名としての井伊家からは離れた。